# Valdivia (Badajoz)
Valdivia es una entidad local menor perteneciente al municipio español de Villanueva de la Serena, en la provincia de Badajoz (comunidad autónoma de Extremadura). Asentado en el centro neurálgico de las Vegas Altas del Guadiana , fue el primer y mayor pueblo de colonización de los construidos en el llamado "Plan Badajoz". En un inicio, se intentó realizar el “Plan de ordenación Económico-Social a la provincia de Badajoz”. Sin embargo, no fue muy efectivo, por lo que en 1951, se elabora un nuevo plan, el ya citado “Plan Badajoz”, con el que se hicieron varias construcciones con el fin de mejorar el regadío en Extremadura.

## Geografía
La localidad está situada a 14 km de Villanueva de la Serena, 61 de Mérida a 120 de Badajoz y a 198 de Ciudad Real, junto a la N-430. Su término municipal está bañado por los cauces de los ríos Guadiana y Gargáligas. Pertenece a la comarca de Vegas Altas y al Partido judicial de Villanueva de la Serena.
Se encuentra a una altitud de 274 m. 
La localidad de Valdivia goza de autonomía como Entidad Local Menor, siendo un centro muy desarrollado, estratégicamente situada y considerada como un foco importante de servicios en el eje Santa Amalia – Villanueva de la Serena a Herrera del Duque y Guadalupe.

## Población
Cuenta con 1784 habitantes según el censo del 1 de enero de 2013, cuyo gentilicio es valdivianos. En los últimos años (2009-2013) la localidad ha ganado más de medio centenar de habitantes, la mayoría de ellos inmigrantes llegados de países del este de Europa, principalmente de Rumania. Tiene ayuntamiento propio, dependiente del de Villanueva de la Serena.

## Historia
Nombrada así en honor al conquistador español Pedro de Valdivia, la ordenación para construir el pueblo fue redactada el 4 de junio de 1952, eligiendo como lugar para construir el pueblo el km 15 aproximadamente de la carretera que va desde Villanueva de la Serena hasta Guadalupe. En el proyecto, se planeaba la construcción de una iglesia, un ayuntamiento, un colegio,  una casa para los maestros, una panadería y un pequeño centro médico, además de construirse el pueblo de forma poligonal, formando cuatro manzanas. También se planeó construir unas 360 viviendas para los colonos. En 1953 se entregan las primeras 34 viviendas. En 1958, se decidió construir 11 viviendas para nuevos colonos, así como la construcción de un cementerio, que sin embargo estuvo cerrado hasta 1978.
La localidad de Valdivia, fue inaugurada oficialmente en 1956, por el dictador Francisco Franco, aunque sus primeros colonos estuvieron viviendo con anterioridad a esa fecha en la zona donde se iba a construir el pueblo en modestos barracones o incluso en chozos,a la espera de que se les asignara una vivienda definitiva.Por otro lado fue el primer y mayor pueblo de colonización construido en las Vegas Altas para el asentamiento de colonos como consecuencia de la reforma agraria planeada durante los tiempos de la república y llevada a cabo a través del  Plan Badajoz y el IRYDA. A raíz de su fundación quedó adscrita como entidad pedánea a Villanueva de la Serena. En agosto de 1957 se constituye en Entidad Local Menor, pasando a tener autonomía política y financiera respecto del Ayuntamiento matriz del que depende.

## Economía
En Valdivia destaca sobre todo, el cultivo de frutales, con grandes extensiones de tierras ocupadas por ellos, que en primavera ofrecen todo un espectáculo de color debido a la floración de estos. La mayoría de sus agricultores se dedican a la fruticultura, aunque también se dedican al cereal o tomates.
En la localidad se encuentran varias empresas manufacturadoras y comercializadoras que se dedican a este sector primordial , exportando sus frutas a todo el territorio español , a países europeos como Alemania, Francia, Reino unido , Portugal, etc.. e incluso a países de otros continentes como Brasil... Destacan centrales hortofrutícolas como Sol de Badajoz, Sol de Valdivia, Frutas Pineda Renco, frutas El Canito u otras empresas a nivel individual que también exportan frutas tanto por el país como por Portugal o Italia.
En el pasado destacó la actividad de la extinta Crex, Cooperativa de Regantes de Extremadura,que finalizó su actividad en 2018, tras más de 60 años de historia.
También destaca la fábrica de termoarcilla, ladrillos y materiales de construcción que se encuentra en sus proximidades, en la carretera N-430

## Monumentos y lugares de interés
- Iglesia parroquial católica bajo la advocación de Nuestra Señora de Guadalupe, en la archidiócesis de Mérida-Badajoz.[1]
- Plaza de España (Ayuntamiento, Parroquia, Casas de maestros, etcétera)
- Monumento a los Colonos. Inaugurado en el 50.º Aniversario de la fundación de Valdivia.
- Monumento al molino.
- Casa de la Cultura. Dentro de esta encontramos la Biblioteca Municipal, diferentes aulas para la disposición de cursos y talleres, y un salón de actos acondicionado como sala de cine o teatro.
- Polideportivo 1.º de Mayo: campo de futbol donde disputa sus partidos el C.P Valdivia, pista de pádel, pabellón deportivo y pabellón multiusos.
- Cortijo EFA Casagrande, en la carretera de Entrerríos
- Paseo conocido como "El muro"
- Parque de la Independencia con monumento a las colonas
- Red de Caminos de las Vegas Altas
- Paraje denominado La Toma en el río Guadiana.  Lugar de ocio y coto privado de pesca deportiva donde se organizan diferentes concurso.
- Paraje La Tabla en el río Gargáligas. Fue una zona de ocio, aunque actualmente esta abandonada.

## Cultura
Actualmente, comienza primero en el Centro de Educación Infantil Primeros Pasos, luego en el ya citado Colegio Público San Isidro y posteriormente los jóvenes continúan sus estudios en los Institutos de Educación Secundaria próximos de Villanueva o Don Benito o en la EFA de Valdivia.
Existen en Valdivia asociaciones y colectivos como: Asociación de Mujeres de Valdivia, Asociación de Colombicultura, Asociación de Cornetas y Tambores de Valdivia, Peña Motera Los lagartos, Asociación Juvenil, AMPA San Isidro, Asociación de Mayores, Club Polideportivo Valdivia, etcétera

### Fiestas
- Carnavales: Se celebran en febrero o marzo. Tradicionalmente, el sábado de carnavales, varias comparsas del pueblo salen a la calle con disfraces, al igual que muchas personas que acuden al desfile. Después se dan premios y se celebra una fiesta. Estas fiestas finalizan el lunes de carnaval con el entierro de la sardina, en el que se quema  en la Avenida de las Palmeras junto a la Plaza de España figura en forma de sardina realizada por vecinos del pueblo. Posteriormente se reparte café y dulces a los asistente.
- Semana Santa: Se celebra en marzo o abril. El pueblo se caracteriza entre otras cosas por su pasión por la Semana Santa.  Entre las procesiones destaca la Carrerita, que es una tradición del siglo XIX y que conmemora la resurrección de Cristo el día de Pascua.
- San Isidro Labrador: Se celebra el día 15 de mayo y es el patrón de la localidad. Se celebra una misa en honor al patrón, después se hace la procesión. Se considera el gran día de Valdivia.
- La Jira: Es una romería que se celebra el lunes de Pascua. Muchas familias y grupos de amigos se van de comida al campo tradicionalmente. El sitio principal donde suelen ir los habitantes de esta entidad local menor en el molino Matan.
- Fiestas de Verano: el primer fin de semana de agosto, en honor a los emigrantes que vuelven en verano a visitar a familiares y a su pueblo natal. Denominadas con el nombre "Agosto Popular".
- Día de Extremadura: Se celebra el 8 de septiembre en honor a la virgen de Guadalupe, patrona de Extremadura. En el pueblo se celebra una misa y después una procesión.
- Navidad: Desde el 24 de diciembre, Nochebuena, al 6 de enero "Día de los Reyes". Destaca la cabalgata de los Reyes Magos en la tarde-noche del día 5 de enero, con numerosas carrozas.